# Carmópolis de Minas
Carmópolis de Minas is een gemeente in de Braziliaanse deelstaat Minas Gerais. De gemeente telt 16.624 inwoners (schatting 2009).

## Aangrenzende gemeenten
De gemeente grenst aan Carmo da Mata, Cláudio, Itaguara, Oliveira, Passa Tempo en Piracema.